# Trinidad de los Ángeles
Trinidad de los Ángeles är en ort i Mexiko.   Den ligger i kommunen Pénjamo och delstaten Guanajuato, i den centrala delen av landet, 280 km väster om huvudstaden Mexico City. Trinidad de los Ángeles ligger 1 691 meter över havet och antalet invånare är 131.
Terrängen runt Trinidad de los Ángeles är platt åt sydost, men åt nordväst är den kuperad. Runt Trinidad de los Ángeles är det ganska tätbefolkat, med 93 invånare per kvadratkilometer. Närmaste större samhälle är Angamacutiro de la Unión, 5,4 km söder om Trinidad de los Ángeles. Trakten runt Trinidad de los Ángeles består till största delen av jordbruksmark.